# Noor Holsboer
Eleonoor ("Noor") Wendeline Holsboer (Enschede, 12 juli 1967) is een voormalig Nederlands hockeyster, die twee keer met de Nederlandse hockeyploeg voor vrouwen brons heeft behaald op de Olympische Spelen. De verdedigster, die tot het einde van haar carrière in 2008 speelde bij HGC in Wassenaar, kwam tussen 1987 en 1997 139 keer als international uit voor de Nederlandse ploeg. In 2009 keerde ze kort terug als reservekeepster bij HGC.

## Erelijst
- Olympische Spelen
  -  1988 Seoul
  -  1996 Atlanta

- Wereldkampioenschap hockey
  -  1990 Sydney

- Europees kampioenschap hockey
  -  1987 Londen
  -  1995 Amstelveen

- Champions Trophy
  -  1987 Amstelveen
  -  1993 Amstelveen

Willemien Aardenburg · 
Carina Benninga · 
Det de Beus · 
Marjolein Bolhuis-Eijsvogel · 
Yvonne Buter · 
Marieke van Doorn · 
Annemieke Fokke · 
Noor Holsboer · 
Lisanne Lejeune · 
Helen Lejeune-van der Ben · 
Aletta van Manen · 
Anneloes Nieuwenhuizen · 
Martine Ohr · 
Sophie von Weiler · 
Laurien Willemse · 
Ingrid Wolff ·
Coach: Gijs van Heumen
Carina Benninga · 
Carina Bleeker · 
Annemieke Fokke · 
Noor Holsboer · 
Danielle Koenen · 
Helen Lejeune-van der Ben · 
Jeannette Lewin · 
Caroline van Nieuwenhuyze-Leenders · 
Martine Ohr · 
Wietske de Ruiter · 
Florentine Steenberghe · 
Carole Thate · 
Jacqueline Toxopeus · 
Cécile Vinke · 
Ingrid Wolff · 
Mieketine Wouters ·
Coach: Roelant Oltmans
Dillianne van den Boogaard · 
Mijntje Donners · 
Willemijn Duyster · 
Stella de Heij · 
Noor Holsboer · 
Fleur van de Kieft · 
Nicky Koolen · 
Ellen Kuipers · 
Jeannette Lewin · 
Suzanne Plesman · 
Wietske de Ruiter · 
Florentine Steenberghe · 
Margje Teeuwen · 
Carole Thate · 
Jacqueline Toxopeus · 
Suzan van der Wielen ·
Coach: Tom van 't Hek